# Peștera cu Apă din județul Timiș

## Localizare. Descrierea sitului
Localitatea Românești, se află situată în partea de est a județului Timiș, la aproximativ 60 km est de orașul Lugoj, în bazinul superior al râului Bega.
Situl în „Peștera cu Apă” se regăsește în versantul stâng al Văii Pustina, la 2,2 km în amonte de confluența acestui pârâu cu Bega Poienilor în versantul nordic al „Dealului lui Filip”.
„Peștera cu Apă”, cod hidro-speologic 2273/1, este o cavitate activă cu o dezvoltare de 1386m.

## Istoricul cercetărilor
Primele studii științifice s-au efectuat încă din anul 1872 fiind de natură faunistică și geologică. Cercetarea arheologică a fost inițiată de arheologul Marius Moga în anul 1948 și reluată de cercetătorii Ion Stratan și Florea Mogoșanu între 1960-1961. În anul 1963 sau făcut cercetări speologice urmând apoi în 1991 sa fie reluate cercetările arheologice de un colectiv format din Florin Drașovean, Florin Gogâltan și Petru Rogozea.
Unele săpături neautorizate (braconaj arheologic) sau efectuat în epoca modernă dar și mai recent între 1988-1989.

## Stratigrafia sitului. Descoperiri
Stratigrafia sitului prezintă mai multe nivele de locuire: descoperiri paleolitice, orizontul Herculane-Cheile Turzii, cultura Tiszapolgar, cultura Coțofeni, cultura Balta Sărată și unele descoperiri aparținând epocii fierului.